# Grote Laak
Grote Laak är ett vattendrag i Belgien.   Det ligger i provinsen Antwerpen och regionen Flandern, i den centrala delen av landet, 50 km nordost om huvudstaden Bryssel.
I omgivningarna runt Grote Laak växer i huvudsak blandskog. Runt Grote Laak är det tätbefolkat, med 276 invånare per kvadratkilometer.